# Marta Hoepffner
Pour les articles homonymes, voir Hoepffner.
Marta Hoepffner, née le 4 janvier 1912 à Pirmasens et morte le 3 avril 2000 à Lindenberg im Allgäu est une photographe allemande.

## Biographie
Marta Hoepffner a étudié à l'École Städel auprès de Willi Baumeister. Elle fréquente l'école d'art de Francfort de 1929 à 1933.
En 1949, elle fonde avec sa soeur Madeleine une école de photographie à Hofheim am Taunus et y enseigne.
Elle est la compagne de la photographe allemande Irm Schoeffers.
Le Prix Marta Hoepffner pour la photographie est décerné depuis 2002.

## Quelques expositions
- 1949 : Photo vivante : art photographique contemporain, Francfort-sur-le-Main, Frankfurter Kunstverein[3]
- 1950 : Photographie, Milan, Circolo Fotografico Milanese
- 1970 : Objets lumineux variochromatiques et photogrammes couleur, Heidelberg, Kabinett Dr. Grisebach
- 1973 : Lumière et cinétique, Constance, Kunstverein Konstanz
- 1977 Expériences photographiques et cinétique de la lumière 1936–1976, Vaduz, Centre for Art
- 1979 : Premières expériences photographiques et photogrammes couleur, Musée Osthaus Hagen
- 1981 : Premières expériences: photographies 1929–1946, Berlin, Archives Bauhaus / Musée du design
- 1983 : Premières expériences photographiques, Houston / Texas, Benteler Galleries
- 1984 : Photographies et objets lumineux, Pfalzgalerie Kaiserslautern
- 1997 : Images de lumière - images de lumière: Marta Hoepffner - artiste photo et professeur, Hofheim am Taunus, musée de la ville
- 2019-2020 : Exposition Wege in die Abstraktion : Marta Hoepffner und Willi Baumeister (29-11-2019 au 19-04-2020), Zeppelin Museum, Friedrichshafen[7]